# 모니크 비티그
모니크 비티그(프랑스어: Monique Wittig, 1935년 7월 13일 ~ 2003년 1월 3일)는 프랑스의 작가, 철학자, 이론가이자 레즈비언 여성주의 활동가이다. 비티그는 "이성애적 계약(contrat hétérosexuel)"이라는 개념을 통해 페미니즘 이론에 있어 큰 영향을 끼쳤다. 비티그의 문학작품은 성(性)적 차이를 넘어선 문체적, 의미론적 탐구로 상징된다.

## 참고 문헌
- 드니즈 부르데Denise Bourdet, '<모니크 비티그Monique Wittig>, dans : Encre sympathique, 파리, 그라세, 1966.

## 같이 보기
- 퀴어
- 귄 루주 (Gouines rouges)
- 성의 역사
- 젠더학
- 퀴어학
- 퀴어 이론
- 여성해방운동
- 유물론적 페미니즘
- 급진적 페미니즘
- 급진적 레즈비언주의
- 정치적 레즈비언주의
- 343인 선언
- 앙투아네트 푸크
- 여성적 글쓰기
- 레즈비언 문학
- 주디스 버틀러
- 쉬제트 로비숑